# Notoxus strejceki
Notoxus strejceki es una especie de coleóptero de la familia Anthicidae.

## Distribución geográfica
Habita en Tayikistán.